# August Wimmer (Richter)
August Wimmer (* 4. April 1899 in Krefeld; † 13. Dezember 1988 in Bonn) war ein Richter des Obersten Gerichtshofs für die Britische Zone und Senatspräsident am Oberlandesgericht Köln.

## Werdegang
1899 in Krefeld geboren studierte er nach seinem Abitur und Heeresdienst Rechtswissenschaften in Bonn, Köln und Freiburg/Br. Nach der ersten Staatsprüfung 1922 in Köln promovierte er in Bonn mit Auszeichnung zum Dr. jur. über Die Dienstverschaffungsverträge als Verträge über Veranlassung eines Dritten zu einem Verhalten. Nach der zweiten Staatsprüfung in Berlin 1925 promovierte 1927 in Bonn zum Dr. phil.mit Prädikat über das Thema  Über die psychogenen Reaktionen der geistig Gesunden, ihre psycholische Natur und ihre Bedeutung. Ab 1926 war er wissenschaftlicher Assistent am kriminalwissenschaftlichen Institut der Universität Köln bei Gotthold Bohne (1890–1957),  und er war an  Forschungsvorhaben des Pathopsychologischen Instituts in Bonn bei Otto Löwenstein beteiligt. Zugleich war er seit 1926 Hilfsrichter bei den Amts- und Landgerichten in Köln und Bonn. 1933 wurde er Amtsgerichtsrat und Strafrichter in Dortmund. Seine gradlinig  rechtsstaatliche und offen gegen den Nationalsozialismus gerichtete Richtertätigkeit führte zu zahlreichen Konflikten mit der Gestapo sowie  zu gegen ihn geführten Disziplinar- und Strafverfahren. Zudem weigerte er sich, sich von seiner aus einer jüdischen Familie stammenden Ehefrau zu trennen. Der Landgerichtspräsident in Dortmund „degradierte“ ihn daraufhin zum Vollstreckungsrichter. In dieser Tätigkeit weigerte er sich, an dem Vollzug rechtswidriger Maßnahmen gegen Vollstreckungsschuldner mitzuwirken. Schließlich wurde er 1937 aus den vorgenannten Gründen in den Ruhestand versetzt. Er war sodann als Geschäftsführer des Verkehrsverlages in Remagen GmbH tätig. 1944 kam er in Gestapohaft. Seine Ehefrau und Tochter wurden von dort in ein Arbeitslager in Hessisch - Lichtenau deportiert, haben aber die Nazizeit überlebt. August Wimmer und sein Sohn konnten vor weiterer Verfolgung flüchten und sich bis zum Kriegsende verborgen halten. 1945 wurde er Referent in der Abteilung „Justiz“ beim Oberpräsidenten in Düsseldorf und war für den Wiederaufbau der Gerichtsbehörden und Gesetzgebungsaufgaben zuständig. Im Dezember 1946 erfolgte die Ernennung zum Senatspräsidenten beim Oberlandesgericht Köln. 1948 wurde er Richter und stellvertretender Vorsitzender des 1. Strafsenats beim Obersten Gerichtshof für die Britische Zone (OGH BZ). Dort war er bei der strafgerichtlichen Verfolgung nationalsozialistischer Verbrechen gegen die Menschlichkeit einer der Meinungsführer der Naturrechtsrenaissance der Nachkriegszeit. Nach Auflösung des OGH BZ 1950 war er wieder Senatspräsident beim Oberlandesgericht Köln und bis zu seiner Pensionierung 1964 Vorsitzender eines Strafsenats. 1974 wurde  von der Rechts- und Staatswissenschaftlichen Fakultät der Universität Bonn sein Doktordiplom erneuert. Er war Mitherausgeber der Zeitschriften Neue Juristische Wochenschrift sowie Deutsches Autorecht.

## Familie
Er war seit Winter 1926 verheiratet mit Marta Löwenstein (1894–1997), einer Schwester von Otto Löwenstein (1889–1965). Sie hatten zwei Kinder, die Physikerin Elisabeth Wimmer (* 1927) und den Juristen Raimund Wimmer (* 1935), Oberstadtdirektor von Osnabrück 1972–1983 sowie Fachanwalt für Verwaltungsrecht in Bonn (1983–2005).

## Ehrungen
- Komturkreuz des Gregoriusordens mit Stern
- Große Verdienstkreuz der Bundesrepublik Deutschland (1969)

## Werke
- Einführung in das englische Strafverfahren  mit rechtsvergleichenden Bemerkungen, Bonn 1947 (Rez. Radbruch SJZ 3, Sp. 408).
- Strafrecht, Allgemeiner Teil (Schaeffers Grundriss des Rechts und der Wirtschaft, Band 25, T. 1: Abt. 2) 1948.
- (als Hrsg.) Die Menschenrechte in christlicher Sicht, Freiburg 1953.
- Fahrlässige Verletzung und Gefährdung im Strassenverkehr als Straftat und Ordnungswidrigkeit im kommenden Recht, Düsseldorf 1958
- Zur rechtlichen Straffung und Vereinfachung unseres Verkehrsstrafens, München 1960 (2 Auflagen 1960/61)

## Weblink
- Eintrag  bei Gerhard Köbler Webseite „Juristen“